# Zhang Lei
Zhang Lei (chiń. 张磊; ur. 11 stycznia 1985 r. w Chinach) – chińska siatkarka grająca na pozycji atakującej. Obecnie występuje w drużynie Shanghai Dunlop.

## Sukcesy klubowe
Mistrzostwo Chin:
- 2009, 2010, 2012, 2015
- 2008, 2011, 2016, 2019

Mistrzostwo Azerbejdżanu:
- 2014

## Sukcesy reprezentacyjne
Volley Masters Montreux:
- 2010
- 2011

Puchar Azji:
- 2010
- 2012

Igrzyska Azjatyckie:
- 2010

Letnia Uniwersjada:
- 2011

Mistrzostwa Azji:
- 2011

Puchar Świata:
- 2011

Grand Prix:
- 2013